# Buková, Prostějov
Buková là một làng thuộc huyện Prostějov, vùng Olomoucký, Cộng hòa Séc.